# Bröderna (1962)
Bröderna (italienska: Cronaca familiare) är en italiensk-fransk dramafilm från 1962 i regi av Valerio Zurlini.
Filmen baseras på Vasco Pratolinis roman med samma namn.

## Utmärkelser
Filmen vann Guldlejonet vid Filmfestivalen i Venedig 1962.

## Rollista i urval
- Marcello Mastroianni - Enrico
- Jacques Perrin - Lorenzo
- Valeria Ciangottini - Sandra Zatti
- Salvo Randone - Sarocchi
- Serena Vergano - sjuksystern
- Sylvie - gammelmor Casati
- Miranda Campa - Elsa
- Nino Fuscagni - soldaten
- Marco Guglielmi - läkaren
- Serena Vergano - nunnan
- Franca Pasut - novisen